# Гюйс

Один з проєктів гюйса ВМС ЗСУ.

Гюйс ВМС ЗСУ з 1992 до 1995 року.

Гюйс (нід. geus — «прапор») — військово-морський прапор, а також прапор приморських фортець. Піднімається щоденно на носі (на гюйсштоці на бушприті) кораблів 1-го та 2-го рангів, виключно під час якірної стоянки, разом з кормовим прапором (зазвичай з 8 години ранку і до заходу сонця). З 1995 р. у ВМС ЗСУ як гюйс на кораблях підіймають державний прапор України.